# Fuscidea commixta
Fuscidea commixta är en lavart som först beskrevs av Hugo Magnusson och som fick sitt nu gällande namn av Volkmar Wirth och Antonín Vězda. 
Fuscidea commixta ingår i släktet Fuscidea och familjen Fuscideaceae. Arten är reproducerande i Sverige.